# L'Essor (film, 1921)
Pour les articles homonymes, voir L'Essor.
Pour plus de détails, voir Fiche technique et Distribution.
L'Essor est un film muet français en dix épisodes tourné en été 1920 par Charles Burguet et sorti en 1921.

## Synopsis
Le film est structuré en dix épisodes:
1. La joie d'aimer.
2. Le trimardeur.
3. Le regard de l'aigle.
4. Le Rhin.
5. Le cirque.
6. Les ramoneurs.
7. Dans le sac.
8. Les romanichels.
9. Les loups se mangent entre eux.
10. L'espérance

## Fiche technique
- Titre : L'Essor
- Réalisation : Charles Burguet
- Scénario : Charles Burguet
- Photographie : Marcel Ruette
- Société de production et de distribution : Phocea Film
- Pays de production :  France
- Format : Noir et blanc - 1,33:1 - Film muet - 35 mm
- Genre : Film d'aventure
- Date de sortie :
  - France : 7 janvier 1921

## Distribution
- Suzanne Grandais : Suzanne Lefranc
- Maurice Escande : Max de Chéroy
- Henri Bosc : Henri Mougins
- Suzanne Wurtz : Suzanne Lefranc
- Georges Cahuzac
- Violette Jyl
- Jacques Robert
- Berthe Jalabert : Mme Lefranc
- Camille Bardou : Garoupe
- Aimée Tessandier
- Yvonne Garat
- Jeanne Bérangère
- Maurice Vauthier
- Brunet
- Andrée Vassor
- Irène Leconte
- Pierre Fresnay

## Autour du film
- L'actrice qui joue le rôle principal, Suzanne Grandais, et l'opérateur Marcel Ruette ont trouvé la mort dans un accident de voiture en Seine-et-Marne le 18 août 1920[2],[3], alors que le tournage n'était pas terminé.